# 九龍巴士74A線

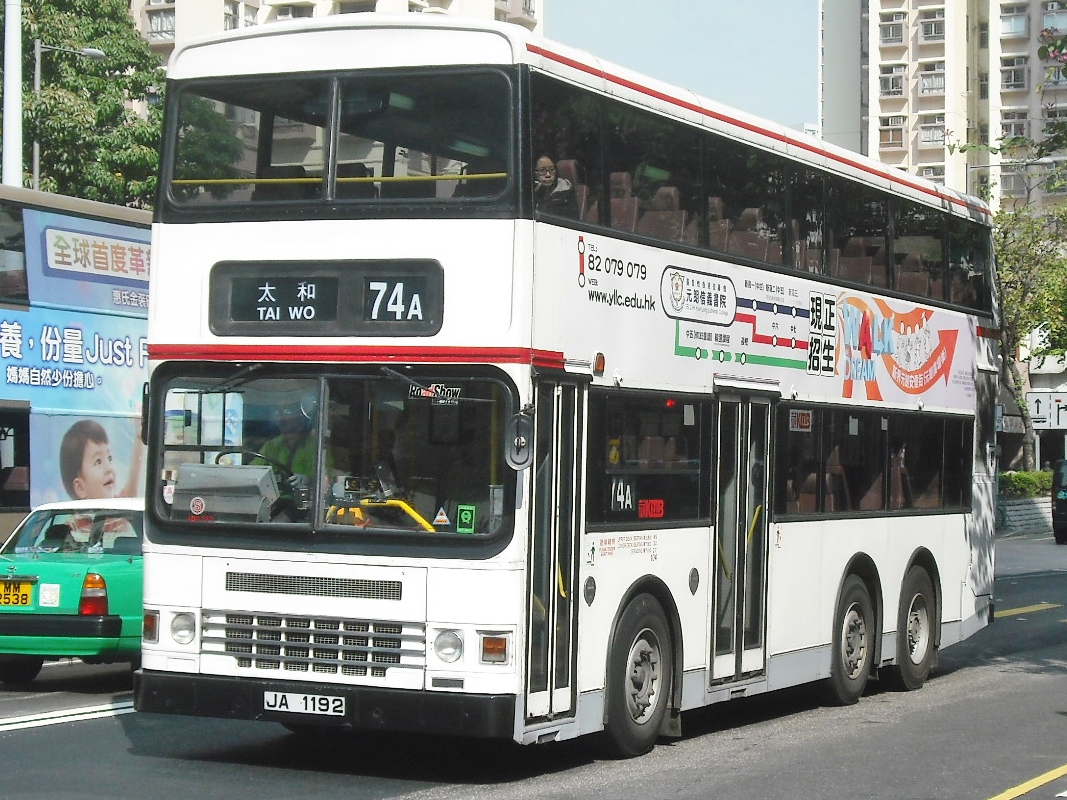
原74A的非低地台巴士

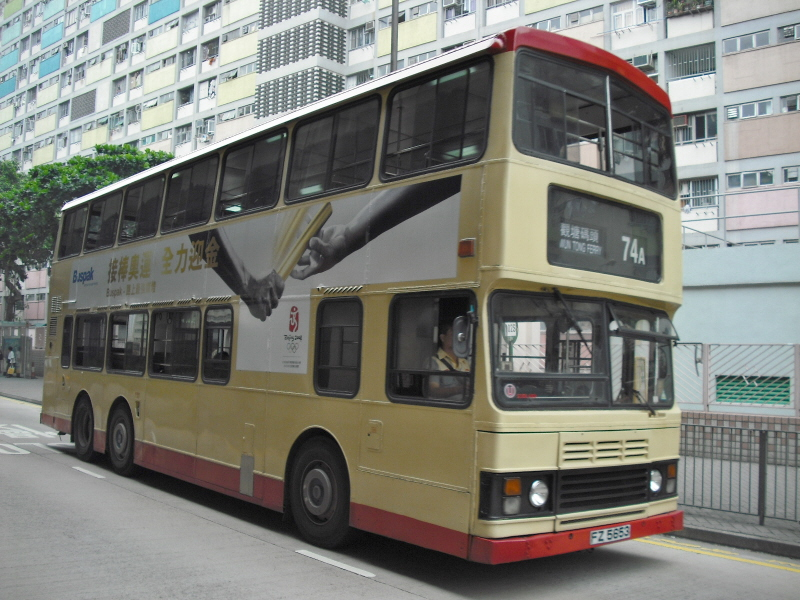
原74A的非空調巴士

九龍巴士74A線是香港的一條巴士路線，來往太和及啟業，提供大埔太和邨、大埔中心、運頭塘、廣福來往大埔公路沿線、沙田大涌橋路、黃大仙、九龍灣商貿區及啟業邨的巴士服務。

## 歷史
- 1982年10月18日：本線投入服務，來往大元邨及觀塘碼頭。
- 1982年11月24日：配合89線改道途經沙角街，本線不再途經上址，改經乙明邨對開一段大涌橋路。
- 1985年2月15日：大埔區總站由大元邨遷往剛落成啟用的大埔中心巴士總站。
- 1990年2月10日：大埔區總站延長至太和。
- 1991年6月29日：因應大老山隧道通車後，往返觀塘區和沙田區的巴士路線作出重組，本線往觀塘碼頭方向的分段收費由過獅子山隧道後提前至沙田富豪花園開始提供。
- 1992年1月27日起：繞經運頭塘巴士總站。
- 2007年10月7日：換入3輛空調巴士行走，全程收費$8.7。
- 2008年12月7日：因應70線停止服務，本線增設由樟樹灘往觀塘碼頭方向的分段收費$8.6，另增闢與72線、73線及81C線的八達通卡轉乘優惠。[2]
- 2011年9月26日：提升至全空調巴士服務[3]。
- 2012年2月18日：本線在觀塘碼頭維持了30年，觀塘區總站遷往啟業，另增闢與74X系路線的八達通卡轉乘優惠[4]。
- 2014年10月25日：修改服務時間並調整班次，太和及啟業的服務時間分別改為06:00-21:30（星期一至五）、06:00-21:00（星期六、日及公眾假期）及06:05-22:05（星期一至五）、06:05-21:35（星期六、日及公眾假期）。[5]
- 2015年3月21日：增設到站時間預報。[6]
- 2017年7月17日：本線再度調整班次，改為每日全日每小時一班。[7]
- 2024年1月6日：往大埔方向不再繞經新蒲崗公共交通總站，改經鑽石山（彩虹道）公共運輸交匯處。[8]

## 服務時間（詳細班次）
| 每日大埔（太和）開（17班）         | 每日大埔（太和）開（17班） | 每日大埔（太和）開（17班） | 每日大埔（太和）開（17班） | 每日大埔（太和）開（17班） | 每日大埔（太和）開（17班） |
| ---------------------------------- | -------------------------- | -------------------------- | -------------------------- | -------------------------- | -------------------------- |
| 06:00                              | 07:00                      | 08:00                      | 09:00                      | 10:00                      | 11:00                      |
| 12:00                              | 13:00                      | 14:00                      | 15:00                      | 16:00                      | 17:00                      |
| 18:00                              | 19:00                      | 20:00                      | 21:00                      | 22:00                      |                            |
| 藍字班次逢星期六、日及公眾假期停開 |                            |                            |                            |                            |                            |

| 每日啟業開（17班）                 | 每日啟業開（17班） | 每日啟業開（17班） | 每日啟業開（17班） | 每日啟業開（17班） | 每日啟業開（17班） |
| ---------------------------------- | ------------------ | ------------------ | ------------------ | ------------------ | ------------------ |
| 06:35                              | 07:35              | 08:35              | 09:35              | 10:35              | 11:35              |
| 12:35                              | 13:35              | 14:35              | 15:35              | 16:35              | 17:35              |
| 18:35                              | 19:35              | 20:35              | 21:35              | 22:35              |                    |
| 藍字班次逢星期六、日及公眾假期停開 |                    |                    |                    |                    |                    |

## 收費
全程：$11.5
- 樟樹灘往啟業：$10.9
- 富豪花園往啟業：$7.5
- 獅子山隧道往太和：$10.6
- 樟樹灘往太和：$6.4
- 廣福邨往太和：$5.2

| - 本線設有12歲以下小童及65歲或以上長者半價優惠。 - 65歲或以上香港居民使用「樂悠咭」，以及12歲以下合資格殘疾兒童使用「殘疾人士身份」個人八達通繳付車資，均可享有每程$2.0或半價（以較低者為準）的票價優惠；12至64歲合資格殘疾人士使用「殘疾人士身份」個人八達通（包括「樂悠咭」），以及60至64歲香港居民使用「樂悠咭」繳付車資，均可享有每程$2.0或全費（以較低者為準）的票價優惠。 - 65歲或以上長者如使用長者或一般個人八達通繳付車資，則只可享有半價優惠；12至64歲合資格殘疾人士如不使用「殘疾人士身份」個人八達通，以及60至64歲人士如不使用「樂悠咭」繳付車資，必須繳付全費。 - 乘客可以現金或八達通於上車時付款，不設找續。 - 每位成人乘客可免費攜帶最多兩名4歲以下而不佔座位的兒童乘客乘車，超額之4歲以下小童必須繳付小童車費乘車。 - 持有「九巴月票」之乘客在車票有效期內，每日可享最多10程任何九龍巴士及龍運巴士路線（包括本路線，以及聯營路線的九龍巴士／龍運巴士提供的班次；惟乘搭機場「A」及「NA」線則可享原價二七折優惠（不會計算每天10次合資格車程））；而B1線則每日可享最多各2程（不會計算每天10次合資格車程）。 - 九龍巴士、城巴、龍運巴士及陽光巴士全職員工及家屬（不包括外判職員）可免費乘搭本路線，惟必須拍職員或職員家屬八達通。 - 乘客亦可透過多元化電子支付系統（e度嘟）繳付車資，包括使用非接觸式VISA卡、JCB卡、萬事達卡、銀聯卡、美國運通、大來國際、Discover Card、Apple Pay、Google Pay、Samsung Pay、AlipayHK「易乘碼」、支付寶、WeChatHK／微信支付「搭車碼」、銀聯雲閃付「乘車碼」及BOC Pay「乘車碼」。乘客使用此付款方式，使用此支付方式的乘客可享有中途下車之分段收費，以及與其他九巴／龍運獨營路線或聯營線九巴／龍運班次之轉乘優惠，惟不適用於與非九巴／龍運路線之轉乘優惠，亦不能享有「公共交通費用補貼計劃」及「長者及合資格殘疾人士公共交通票價優惠計劃」。 |

### 八達通轉乘優惠
乘客登上本線後150分鐘內以同一張八達通卡轉乘以下路線，或從以下路線登車後150分鐘內以同一張八達通卡轉乘本線，次程可獲車資折扣優惠：
74A←→九龍市區路線，次程可獲$4.2折扣優惠
- 74A往啟業 → 2F、3C、3M、15A、23M、28B、29M、211或214
- 2F、3C、3M、15A、23M、28B、29M、211或214 → 74A往太和

74A←→西貢／清水灣路線，次程可獲$4.2折扣優惠
- 74A往啟業 → 91、91M/P或92往西貢／清水灣
- 91、91M/P或92往九龍 → 74A往太和

74A←→71K，次程可獲$4.2折扣優惠
- 74A往太和 → 71K任何方向
- 71K任何方向 → 74A往太和

74A←→72
- 74A往啟業 → 72往長沙灣，次程車資全免
- 72往太和 → 74A往太和，次程可獲$5.3折扣優惠

若在同一日內採用此轉乘組合來回，可額外獲$4.3的折扣。
- 72任何方向 → 74A往啟業，次程可獲$9.3折扣優惠（須於大埔公路馬料水段沿途各站轉乘方可享有此優惠）
- 74A往太和 → 72任何方向，次程可獲$9.3折扣優惠（須於大埔公路馬料水段沿途各站轉乘方可享有此優惠）

若在同一日內採用此轉乘組合來回，可額外獲$5.3的折扣。
74A←→73
- 74A往太和 → 73往華明，次程可獲$6.3折扣優惠
- 73往大埔 → 74A往啟業，次程可獲$6.8折扣優惠

若在同一日內採用此轉乘組合來回，可額外獲$2.4的折扣。
74A←→74X/D
- 74A往啟業 → 74X/D往觀塘碼頭，次程可獲$6.4折扣優惠
- 74X/D往大埔／九龍坑 → 74A往太和，次程可獲$10.5折扣優惠

74A←→81C/281B/281X
- 74A往啟業 → 81C/281B/281X往尖沙咀，次程可獲$7.8折扣優惠
- 81C往耀安 → 74A往太和，次程可獲$9.7折扣優惠

若在同一日內採用此轉乘組合來回，可額外獲$2.6的折扣。
| 第一程／第二程路線 | 第二程優惠車資              | 時限    |
| --- | --------------------------- | ------- |
| 72X、74A、80／80A／80P、81C／281B／281X、 85、85A、85B、86、86A、86C、87B、87C／87D／87E、 89、89B、270A／270C、271／271B／271P、281A | 成人：$4.2 小童／長者：$2.1 | 150分鐘 |

注意事項：

- 乘客可於各個可接駁第二程路線的巴士站轉車。
- 轉乘優惠不適用於轉乘同一路線或用"/"劃分的組別之路線。

官方網頁：請按此

## 使用車輛

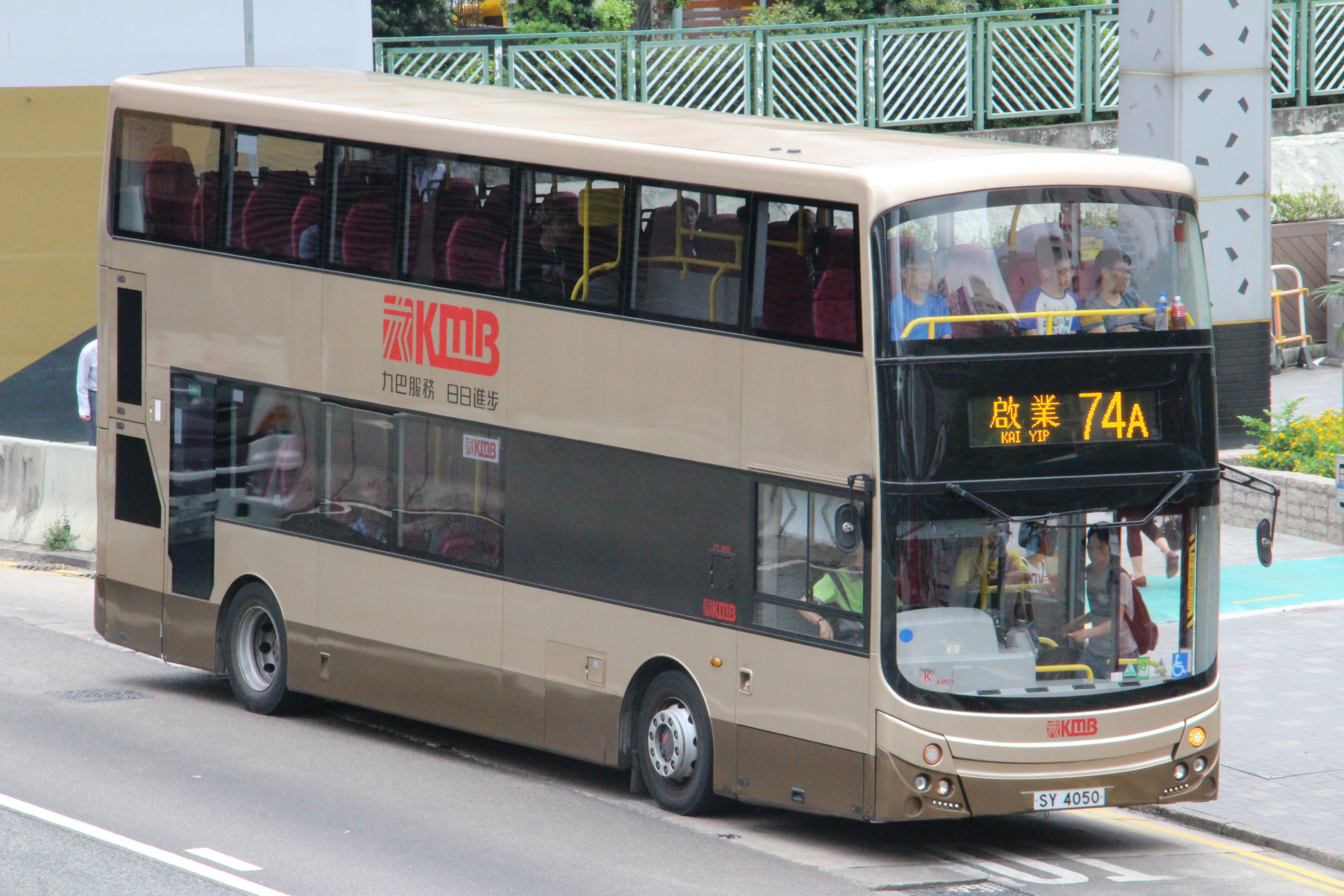
俗稱「麵包」的AMC1（SY4050）行走74A-S01

本線是大埔公路（大埔滘段）的眾多巴士路線當中，首條引入單層低地台巴士為掛牌的路線，也是繼72線後，第二條空調巴士數目多於非空調巴士的大埔公路（大埔滘段）路線。
本線亦是行經獅子山隧道兩條仍有單層低地台服務巴士的巴士路線，（另一條為281M線）。
此路線開線時，用車主要為利蘭勝利二型（G）及丹尼士喝采（N），當該車款退役後，上水車廠改派梅賽德斯-奔馳O305（ME）行走。90年代加入利蘭奧林比安（S3BL）、都城嘉慕威曼都城巴士（S3M）及丹尼士巨龍（S3N）11米三軸巴士行走。
此路線於2007年加入空調巴士行走，用車為兩輛利蘭奧林比安（AL88／FD8794、AL91／FD9754）及一輛丹尼士巨龍11米（AD185／GJ6017）。
自2009年起，每當此路線加強空調巴士服務時，均加入配置Salvador Caetano車身及符合歐盟四型廢氣排放標準引擎的斯堪尼亞K230UB 12米（ASC，現時已經被全數調走）取代原有的非空調巴士。
截至2011年，此路線仍有兩輛非空調巴士（為丹尼士巨龍，分別是九龍灣車廠的S3N337／FZ7602及上水車廠的S3N346／GA665）。自81M及86兩線於2011年9月25日改為全空調服務後，此路線曾一度成為唯一一條仍有普通巴士行走的獅隧路線。
翌日（9月26日），改為全線空調服務，僅餘的兩輛非空調巴士（S3N337、S3N346）被兩輛丹尼士巨龍9.9米空調巴士（ADS106／GU1559、ADS130／GU7597）取代，成為最後一條改為全空調服務之獅子山隧道路線，也是全港最後一條途經隧道之常規路線改為全空調服務（此後只有98A線之特別班次仍然有非空調巴士行走），由於另2條大埔區路線72及72A亦於同日起改為全空調服務，象徵以大埔區作總站的所有對外專利巴士路線已經改為全空調服務。。
全冷後此路線於2012年2月18日改派四輛單層巴士（兩輛丹尼士飛鏢AA、一輛斯堪尼亞K230UB12米ASC及一輛富豪B7RLE12米AVC以取代四輛丹尼士巨龍，並配合此路線的九龍區總站於當天起由觀塘碼頭遷往啟業，亦令雙層巴士掛牌車因而只剩下一輛（ADS193／JA1192，該車在2013年1月20日前亦為此路線的唯一一輛非低地台巴士）。
2013年，此路線僅有的一輛雙層巴士（ADS193／JA1192）被新出牌的亞歷山大丹尼士Enviro 400 10.5米（ATSE37／RV8768，已於2014年配合此路線削減用車被調走）取代，此路線亦全線低地台化。同年，所有單層用車均改為富豪B7RLE。翌年起，全線以該款單層巴士行走。
2017年7月，原九龍灣車廠（K）負責的蛇車字軌因削減用車被取消，而另一全日字軌則改派VDL DB300（AMC，已撤離），令此路線再度上掛雙層巴士，同時其中一個原由上水車廠（S）負責派車的全日字軌改由九龍灣車廠（K）負責。但此改動只屬曇花一現，於同年8月全線再度以單層巴士行走，直至2019年6月，上水車廠（S）負責派車的全日字軌改派富豪超級奧林比安12米（AVW），此路線才再次有雙層巴士作為其掛牌車。
2017年至2019年，九巴為方便派車及管理，加上長身單層巴士過剩，部分被安排退役並改裝成訓練巴士，以配合政府淘汰歐盟四期以前柴油商業車輛，及自2018年九巴872線巴士翻側事故後，九巴決定向旗下車長加強訓練之需要。而短身單層巴士則被派至有用車限制的路線，令此路線出現雙層巴士特見行走。
本線現時用車包括1輛亞歷山大丹尼士Enviro 400 10.5米（ATSE）雙層空調巴士及2輛斯堪尼亞K230UB 12米（ASC）單層低地台空調巴士。
| 車隊編號 | 車牌   |
| -------- | ------ |
| ASC22    | PB2491 |
| ASC24    | PB7064 |
| ATSE8    | RT6816 |

## 行車路線
太和開經：寶雅路、汀角路、安慈路、安祥路、寶鄉橋、寶鄉街、廣福道、運頭街、南運路、達運道、豐運路、運頭塘邨巴士總站、豐運路、達運道、南運路、大埔公路（元洲仔、大埔滘、馬料水及沙田段）、源禾路、火炭路、大涌橋道、獅子山隧道公路、獅子山隧道、龍翔道、蒲崗村道、彩虹道、彩虹通道、太子道東、觀塘道、偉業街、天橋、啟祥道、宏光道、常悅道及宏照道。
啟業開經：宏照道、常悅道、宏光道、啟祥道、偉業街、觀塘道、龍翔道、斧山道、彩虹道、鑽石山（彩虹道）公共運輸交匯處、彩虹道、龍翔道、獅子山隧道、獅子山隧道公路、大涌橋路、火炭路、源禾路、大埔公路（沙田、馬料水、大埔滘及元洲仔段）、南運路、達運道、豐運路、運頭塘邨巴士總站、豐運路、達運道、南運路、運頭街、鄉事會街、寶鄉街、寶鄉橋、安祥路、安慈路、汀角路、大埔太和路及寶雅路。

### 沿線車站
| 大埔（太和）開 | 大埔（太和）開                | 大埔（太和）開       | 啟業開 | 啟業開                           | 啟業開                         |
| 序號           | 車站名稱                      | 位置                 | 序號   | 車站名稱                         | 位置                           |
| -------------- | ----------------------------- | -------------------- | ------ | -------------------------------- | ------------------------------ |
| 1              | 太和巴士總站                  | 太和巴士總站         | 1      | 啟業巴士總站                     | 啟業巴士總站                   |
| 2              | 大埔政府合署                  | 汀角路               | 2      | 九龍灣運動場                     | 宏照道                         |
| 3              | 平安里                        | 汀角路               | 3      | 臨華街                           | 宏照道                         |
| 4              | 安祥路                        | 安祥路               | 4      | 常悅道                           | 常悅道                         |
| 5              | 廣福道轉車站－寶鄉街          | 廣福道轉車站－寶鄉街 | 5      | 九龍灣消防局                     | 宏光道                         |
| 6              | 運頭街                        | 運頭街               | 6      | 香港輔助警察隊總部               | 啟祥道                         |
| 7              | 大埔墟                        | 運頭街               | 7      | 牛池灣轉車站－彩虹邨紅萼樓（H7） | 龍翔道                         |
| 8              | 運頭塘邨                      | 運頭塘邨巴士總站     | 8      | 啟翔苑                           | 鑽石山（彩虹道）公共運輸交匯處 |
| 9              | 新達廣場                      | 南運路               | 9      | 鑽石山站                         | 龍翔道                         |
| 10             | 廣福邨                        | 大埔公路—元洲仔段    | 10     | 黃大仙轉車站-黃大仙廟（C1）      | 龍翔道                         |
| 11             | 雍怡雅苑                      | 大埔公路—大埔滘段    | 11     | 摩士公園泳池                     | 龍翔道                         |
| 12             | 松濤閣                        | 大埔公路—大埔滘段    | 12     | 天馬苑                           | 龍翔道                         |
| 13             | 南苑                          | 大埔公路—大埔滘段    | 13     | 獅子山隧道轉車站                 | 獅子山隧道公路                 |
| 14             | 荔枝坑                        | 大埔公路—大埔滘段    | 14     | 新田圍邨                         | 獅子山隧道公路                 |
| 15             | 松仔園                        | 大埔公路—大埔滘段    | 15     | 曾大屋                           | 大涌橋路                       |
| 16             | 松仔園眺望台                  | 大埔公路—大埔滘段    | 16     | 乙明邨                           | 大涌橋路                       |
| 17             | 鹿茵山莊                      | 大埔公路—大埔滘段    | 17     | 麗豪酒店                         | 大涌橋路                       |
| 18             | 樟樹灘                        | 大埔公路—大埔滘段    | 18     | 富豪花園                         | 大涌橋路                       |
| 19             | 大埔尾                        | 大埔公路—大埔滘段    | 19     | 落路下                           | 大埔公路—馬料水段              |
| 20             | 赤泥坪                        | 大埔公路—馬料水段    | 20     | 九肚山路                         | 大埔公路—馬料水段              |
| 21             | 中文大學                      | 大埔公路—馬料水段    | 21     | 海憩閣                           | 大埔公路—馬料水段              |
| 22             | 崇基學院                      | 大埔公路—馬料水段    | 22     | 麗坪路                           | 大埔公路—馬料水段              |
| 23             | 麗坪路                        | 大埔公路—馬料水段    | 23     | 崇基學院                         | 大埔公路—馬料水段              |
| 24             | 九肚山路                      | 大埔公路—馬料水段    | 24     | 赤泥坪                           | 大埔公路—馬料水段              |
| 25             | 富豪花園                      | 大涌橋路             | 25     | 大埔尾                           | 大埔公路—大埔滘段              |
| 26             | 麗豪酒店                      | 大涌橋路             | 26     | 樟樹灘                           | 大埔公路—大埔滘段              |
| 27             | 乙明邨                        | 大涌橋路             | 27     | 鹿茵山莊                         | 大埔公路—大埔滘段              |
| 28             | 曾大屋                        | 大涌橋路             | 28     | 大埔滘公園                       | 大埔公路—大埔滘段              |
| 29             | 新田圍邨                      | 獅子山隧道公路       | 29     | 松仔園                           | 大埔公路—大埔滘段              |
| 30             | 獅子山隧道轉車站              | 獅子山隧道公路       | 30     | 荔枝坑                           | 大埔公路—大埔滘段              |
| 31             | 天馬苑                        | 龍翔道               | 31     | 翡翠花園                         | 大埔公路—大埔滘段              |
| 32             | 龍翔官立中學                  | 龍翔道               | 32     | 松濤閣                           | 大埔公路—大埔滘段              |
| 33             | 黃大仙轉車站-黃大仙廟（B5）   | 龍翔道               | 33     | 雍怡雅苑                         | 大埔公路—大埔滘段              |
| 34             | 黃大仙轉車站-沙田坳道（A1）   | 龍翔道               | 34     | 廣福邨                           | 大埔公路—元洲仔段              |
| 35             | 四美街                        | 彩虹道               | 35     | 運頭塘邨                         | 南運路                         |
| 36             | 彩虹轉車站-彩虹邨碧海樓（M3） | 彩虹邨通道           | 36     | 運頭塘邨                         | 運頭塘邨巴士總站               |
| 37             | 香港輔助警察隊總部            | 啟祥道               | 37     | 大埔墟街市                       | 運頭街                         |
| 38             | 臨華街遊樂場                  | 宏光道               | 38     | 安祥路                           | 安祥路                         |
| 39             | 常悅道                        | 常悅道               | 39     | 安慈路                           | 汀角路                         |
| 40             | 臨華街                        | 宏照道               | 40     | 太和邨                           | 大埔太和路                     |
| 41             | 九龍灣運動場                  | 宏照道               | 41     | 太和巴士總站                     | 太和巴士總站                   |
| 42             | 啟業巴士總站                  | 啟業巴士總站         |        |                                  |                                |

## 客量
本線開辦初期是大埔區主要來往九龍市區路線之一，但自從1985年吐露港公路通車，同樣來往大埔區和觀塘區的特快線74X投入服務，其班次頻密及較便宜的車費吸引了不少來往兩區的乘客轉投它的懷抱，本線重要性大減，而且大埔公路一帶居民多數有車，較少乘搭巴士，但該線是少數途徑香港中文大學的巴士路線，而本線在繁忙時間也有舒緩74X客量的作用。
於2012年2月18日縮短往啟業之前，本線客量主要來自大埔來往沙田，以及中文大學、運頭塘、太和來往觀塘的居民，由於大埔公路有較頻密的紅色小巴競爭，服務74X沒有途經的運頭塘、太和和中文大學都是鐵路沿線，班次不頻密及路線迂迴成致命傷，非繁忙時間客量偏低，更曾被九巴建議永久停駛，最後本路線被削減至1小時一班車。
不過在2010年代，九巴曾多次派出部份較特別的用車行走本線部份班次，例如曾派出富豪B8L樣辦車AVBWL1/UU8290、猛獅24.310及Neoplan Centroliner，間接吸引不少市民關注本線。

## 路線紀錄
本線現時以及曾有數項「第一」及「唯一」的紀錄，包括
1. 首條來往大埔及九龍東的巴士路線。
2. 首條駛入運頭塘邨巴士總站的巴士路線。
3. 曾是所有途經獅隧的路線中，唯一以全普通巴士服務的全日路線。（直到2007年10月7日）
4. 現時所有途經獅隧的路線中，首條有單層空調巴士服務的全日路線。
5. 曾為觀塘及黃大仙區唯一全普通巴士服務的路線。（直到2007年10月7日）
6. 最後一條獅子山隧道路線加入空調巴士服務。
7. 最後一條以觀塘區作總站的巴士路線加入空調巴士服務，亦象徵大埔公路（大埔滘段）再沒有全以非空調巴士行駛的巴士路線。
8. 大埔公路（大埔滘段）的巴士路線當中，首條引入斯堪尼亞K230UB和VDL DB300及第二條引入富豪B7RLE單層低地台空調巴士的路線。
9. 首條取道獅子山隧道來往新界東至東九龍的路線中，曾為唯一一條不以觀塘市中心作總站的路線。（直到2022年9月13日89B線縮短至牛頭角）